# Bosque de los Alpes
El bosque de los Alpes es una ecorregión de la ecozona paleártica, definida por WWF, que se extiende por la cordillera de los Alpes.

## Descripción
Es una ecorregión de bosque templado de coníferas de montaña que ocupa 149.500 kilómetros cuadrados en los Alpes, desde el este de Francia, pasando por el sur y el este de Suiza, la totalidad de Liechtenstein, el norte de Italia, el extremo sur de Alemania y el oeste y el centro de Austria, hasta el norte de Eslovenia.

## Flora
La región alberga algunos de los últimos bosques primarios de Europa. Hay más de 4500 especies de plantas.

## Fauna
La diversidad es alta, con 200 especies de aves, 80 mamíferos, 21 anfibios y 15 reptiles.

## Endemismos
Se han descrito 400 especies de plantas endémicas.

## Estado de conservación
Vulnerable. Aunque grandes áreas permanecen intactas, la región está amenazada por el aumento de la población humana y por el turismo de invierno.